# Poecilocloeus claviger
Poecilocloeus claviger är en insektsart som beskrevs av Marius Descamps 1980. Poecilocloeus claviger ingår i släktet Poecilocloeus och familjen gräshoppor. Inga underarter finns listade i Catalogue of Life.